# Amaradia
Die Amaradia ist ein linker Nebenfluss des Jiu (deutsch: Schil) in der Kleinen Walachei in Rumänien.

## Geografie
Die Amaradia entspringt in den Munții Parâng in den Südkarpaten südlich von Roșia de Amaradia. Sie fließt in südlicher Richtung in etwa parallel zum Gilort durch den Kreis Gorj und den Kreis Dolj ab und mündet nordwestlich der Stadt Craiova in den Jiu.
Die Länge der Amaradia beträgt 101 km; das Einzugsgebiet wird mit 876 km² angegeben.